# Gare de Pagny-sur-Moselle
Ne doit pas être confondu avec Gare de Pagny-sur-Meuse ou Gare de Pagny (Côte-d'Or).
La gare de Pagny-sur-Moselle est une gare ferroviaire française de la ligne de Frouard à Novéant, située sur le territoire de la commune de Pagny-sur-Moselle dans le département de Meurthe-et-Moselle en région Grand Est.
Elle est mise en service en 1850 par la Compagnie du chemin de fer de Paris à Strasbourg qui devient la Compagnie des chemins de fer de l'Est en 1854. C'est une gare de la Société nationale des chemins de fer français (SNCF) desservie par des trains TER Grand Est.

## Situation ferroviaire
Établie à 181 mètres d'altitude, la gare de bifurcation de Pagny-sur-Moselle est située au point kilométrique (PK) 371,872 de la ligne de Frouard à Novéant, entre les gares de Vandières et de Novéant. Elle est également située au PK 73,349 de la ligne de Longuyon à Onville et Pagny-sur-Moselle, après la gare ouverte d'Onville.

## Histoire
La station de « Pagny » est mise en service le 10 juillet 1850 par la Compagnie du chemin de fer de Paris à Strasbourg, lorsqu'elle ouvre à l'exploitation la ligne de Nancy à Metz, par Frouard (ligne de Frouard à la frontière de Prusse), entre les stations de Pont-à-Mousson et Novéant.
Elle devient une gare frontière de la fin de la Guerre de 1870 à la fin de la Première Guerre mondiale en 1918. Un grand bâtiment provisoire pans de bois et en briques fut construit pour agrandir les installations. Le bâtiment d’origine est conservé à côté du nouveau ; comme toutes les gares d'origine de la ligne de Frouard à Forbach, les plans sont dus à Léon Charles Grillot.
Le bâtiment voyageurs construit en 1850 est détruit par un bombardement pendant la Première Guerre mondiale ; les dégâts encourus par le grand bâtiment en bois sont plus faibles. Un nouveau bâtiment voyageurs est édifié en 1962[réf. nécessaire].

## Fréquentation
De 2015 à 2024, selon les estimations de la SNCF, la fréquentation annuelle de la gare s'élève aux nombres indiqués dans le tableau ci-dessous.
| Année                      | 2015    | 2016    | 2017    | 2018    | 2019    | 2020    | 2021    | 2022    | 2023    | 2024    |
| -------------------------- | ------- | ------- | ------- | ------- | ------- | ------- | ------- | ------- | ------- | ------- |
| Voyageurs                  | 345 327 | 312 330 | 308 256 | 337 660 | 350 240 | 249 760 | 277 764 | 356 716 | 404 152 | 403 789 |
| Voyageurs et non voyageurs | 367 370 | 332 266 | 327 932 | 359 213 | 372 596 | 265 702 | 295 494 | 379 485 | 429 949 | 429 562 |

## Service des voyageurs

### Accueil
Gare SNCF, elle dispose d'un bâtiment voyageur dont le guichet a fermé en 2019 pour des raisons économiques. Elle est équipée d'automates pour l'achat de titres de transport. C'est une gare « ACCES TER LORRAINE METROLOR » disposant d'aménagements, équipements et services pour les personnes à la mobilité réduite.

### Desserte
Pagny-sur-Moselle est desservie par les trains TER Grand Est qui effectuent des missions entre les gares : de Nancy-Ville et de Metz-Ville, ou de Luxembourg.

### Intermodalité
Un parking pour les véhicules y est aménagé.

## Service des marchandises
Cette gare est ouverte au service du fret.